# Luís Benedito Pereira Leite
Luís Benedito Pereira Leite (Fazenda Jacobina, 21 de janeiro de 1830 — Fazenda Jacobina, 15 de janeiro de 1910) foi um militar e político brasileiro.
Filho do coronel de milícia João Pereira Leite (1770 — 1833) e Maria Josefa de Jesus (1759 — 1860). Foi casado com Ana Jacinta de Sampaio (nascida em 1834).

## Biografia
Cursou a Escola Militar no Rio de Janeiro. Reformado em 30 de maio de 1862, retornou à sua terra natal, onde ocupou vários cargos. Foi eleito vice-presidente do estado de Mato Grosso pela Assembléia Legislativa, em 3 de janeiro de 1891, e governou durante dois meses, em 1892, passando a administração mato-grossense a uma junta governativa. Deixou a vida pública, mas se filiou ao partido criado pelo general Antônio Maria Coelho.
Por ocasião da Guerra do Paraguai em Mato Grosso, organizou em Cáceres um corpo de guardas nacionais, comandando-a na qualidade de tenente-coronel em comissão, durante o período de janeiro de 1866 a outubro de 1870.
Em 1867, quando a epidemia da varíola grassava em Poconé e Diamantino, e fronteira da Bolívia, causando profunda devastação, em ação conjunta com seu irmão, major João Carlos Pereira Leite, impediu, por meio de acertadas e enérgica medidas, que o mal penetrasse naquela cidade. Por todos esses serviços, mereceu a patente de coronel honorário do Exército Brasileiro".

## Referencias bibliográficas
- José de Mesquita  - Genealogia Mato-grossense
- Luis-Philippe Pereira Leite - Vila Maria dos Meus Maiores
- Estevão de Mendonça - Datas Mato-grossenses
- Nilo Póvoas - Galeria dos Varões Ilustres de Mato Grosso (Obra Póstuma), Vol. II